# 1770 en philosophie
Chronologie de la philosophie
- 1766
- 1767
- 1768
- 1769
- 1770
- 1771
- 1772
- 1773
- 1774

L’année 1770 a été marquée, en philosophie, par les événements suivants :

## Publications
- François Hemsterhuis : "Lettre sur les désirs".
- Emmanuel Kant : Dissertation de 1770.

- Jean-Jacques Rousseau : Les Confessions — Écrites de 1765 à 1770, publication posthume en 1782-1789.

- Emanuel Swedenborg : La vraie religion chrétienne (Vera Christiana Religio, en 2 volumes, 1770-1771). Trad. fr. J.F.E. Le Boys des Guays : La vraie religion chrétienne, contenant toute la théologie de la Nouvelle Église, Saint-Amand, Librairie de la Nouvelle Jérusalem, 1852-1853.

## Naissances
- 27 août : Hegel, philosophe allemand († 14 novembre 1831).

## Décès
- 18 mai à Leipzig : Johann Heinrich Winckler, né à Wingendorf, en Haute Lusace (aujourd'hui sur la commune de Bahretalle 12 mars 1703, était un érudit allemand en de multiples domaines (physique, chimie, philosophie, langues classiques etc.). Élève de Johann Sebastian Bach à l'école Saint-Thomas de Leipzig, il écrivit le livret de la cantate BWV Anh. 18 pour l'inauguration de la rénovation de l'école.